# Grigor Ardzrouni

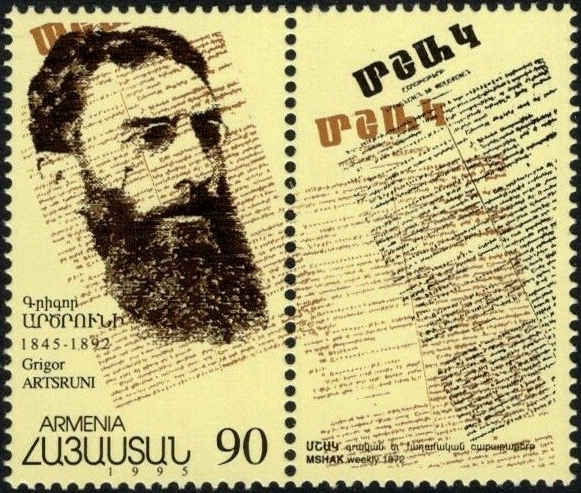
Grigor Artsuni auf einer armenischen Briefmarke

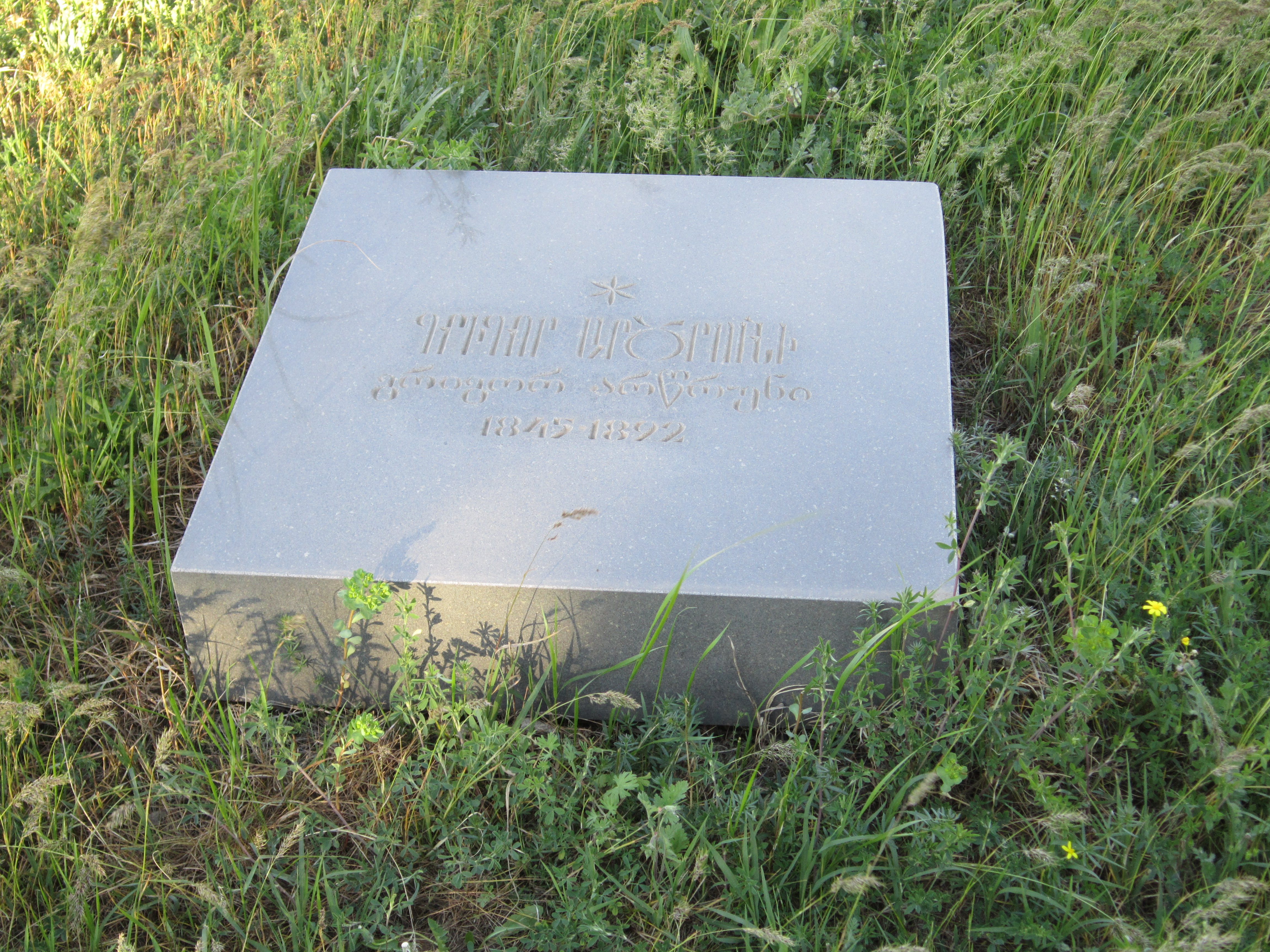
Grabstein von Grigor Artsruni in Chodschiwank, Tiflis

Grigor Ardzrouni (armenisch Գրիգոր Արծրունի, * 1845 in Moskau; † 1892 in Tiflis) war ein armenischer Schriftsteller und liberaler Publizist. Mit seinem Namen ist die Ausbreitung liberaler und demokratischer Ideen in Armenien verbunden.

## Leben
Grigor Ardzrouni wurde 1845 als Sohn eines wohlhabenden Generals in Moskau geboren. Die Familie entstammte der bis ins 11. Jahrhundert königlich-hochadeligen (nacharar-) Dynastie der Arzruni. Er besuchte das russische Gymnasium in Tiflis. Nach dem Studium in Moskau und St. Petersburg schrieb er sich 1867 an der Universität Heidelberg ein. 1869 promovierte er in Wirtschaftspolitik und Philosophie. 1869–1870 studierte er bei den Mechitaristen zunächst in Wien dann in Venedig die armenische Sprache. 1870 kehrte er nach Tiflis zurück und unterrichtete an der Gayanian-Mädchenschule. 1865–1870 schrieb er für die Zeitungen Armenische Welt (Հայկական Աշխարհ/Hajgagan Aschcharh) und die konservative Biene Armeniens (Մեղու Հայաստանի/Meghu Hajastani). 1872 gründete er die liberale Zeitung Landarbeiter (Մշակ/Mschak), die er bis zu seinem Tod herausgab. Mschak bestand bis 1920.

## Leistung
Grigor Ardzrouni wurde durch Mschak zum bekanntesten Verfechter des Liberalismus, von Verwestlichung und europäischer Aufklärung im öffentlichen armenischen Leben. Grigor Ardzrouni war beliebt und einflussreich. Er prägte eine ganze Generation von gebildeten Armeniern in ihrem Denken zu armenischen Themen in den 1870er und 1880er Jahren.
Mschak vertrat eine egalitäre, pro-russische Haltung, Entwicklung innerhalb eines kapitalistischen Systems und polemisierte gegen Sozialismus. Reform anstelle von Revolution sollte das Leben der Russland-Armenier verbessern.
Ardzrouni war Mentor des Schriftstellers Raffi (Hakob Melik-Hakobian, 1835–1888).

## Werke
- Die ökonomische Lage der Armenier in der Türkei. Vortrag gehalten im Tifliser Handwerkerverein in armenischer Sprache, übersetzt von Abraham Amirchanjanz, Akademie der Wissenschaften St. Petersburg, 1879 (Originaltitel: Թիւրքաց հայերի տնտեսական դրութիւնը դասախօսութիւն)

- Էվէլինա Հոգեբանական Էտիւդ (Հայերէն Մի Անտիպ Ձեռագրից), Verlag Տէրտէրեան Ղուկաս Վրդ., Tiflis 1891